# Frana di Venzan
La frana di Venzan, che uccise 55 prigionieri di guerra russi e di altre nazionalità catturati durante la prima guerra mondiale, è avvenuta il 19 gennaio 1917 presso il Comune di Panchià, situato in Val di Fiemme.

## La frana
In una Val di Fiemme già messa a dura prova dalla guerra data la vicinanza al fronte dovette subire il 19 gennaio 1917 attorno alle 16.30 un'immane tragedia; dalle pendici meridionali del Monte Cornón, sopra la località Le Venzàn presso Panchià, si staccò un’enorme frana di terra e neve che travolse e uccise 55 prigionieri di guerra di nazionalità principalmente russa ma anche rumena, serba e civili militarizzati. Infatti al tempo della Prima guerra mondiale molti furono i prigionieri portati in Fiemme e Fassa per realizzare lavori destinati a rafforzare le linee austro-ungariche. 
Nel momento della frana gli uomini stavano lavorando in una cava di ghiaia, destinata alla sistemazione della strada, usurata dal continuo passaggio di mezzi militari.

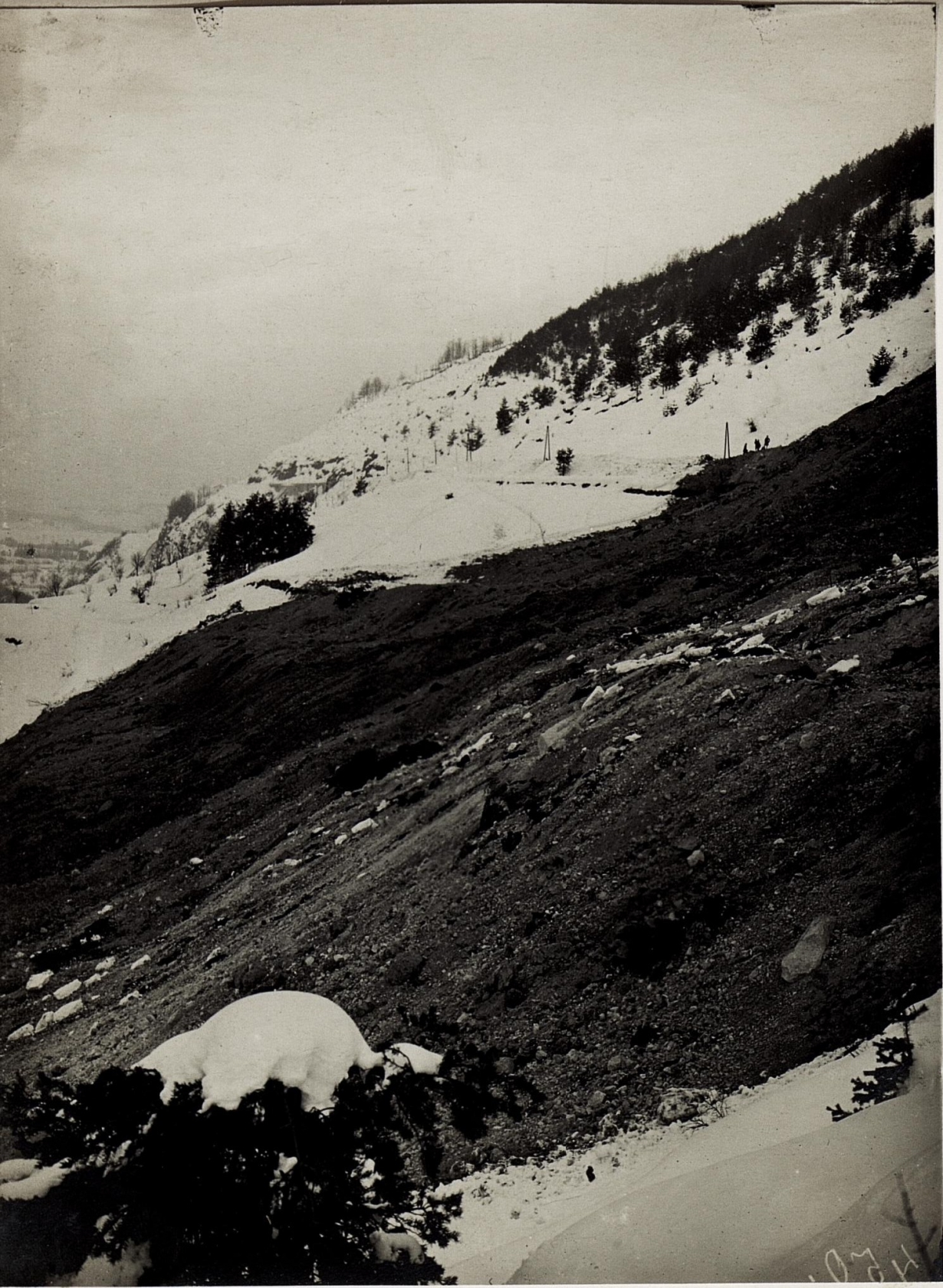
La frana, in mezza costa il tracciato della vecchia strada di valle travolta dalla frana

## Altri lavori
Altri lavori furono il primo tracciato della ferrovia Ora – Predazzo destinata, secondo gli intenti dei comandi supremi, a portare i rifornimenti sul fronte del Lagorai, inoltre in val San Nicolò (Valle di Fassa) fu realizzato un grande accampamento militare al servizio del fronte di Costabella, e del settore della Marmolada. I prigionieri diventarono così numerosi e utili per il trasporto di materiale e per altri lavori pesanti che alloggiavano nelle baite già esistenti e nelle nuove baracche assieme ai soldati austro-ungarici. Secondo il diritto internazionale avrebbero dovuto partecipare alle attività lavorative solo volontariamente. Invece furono obbligati a eseguire i lavori più duri in condizioni molto difficili come ad esempio portare gli approvvigionamenti in quota quando la neve e il maltempo bloccavano le teleferiche. Qui si trova appunto una strada che è ancora chiamata “strada dei russi”.

## Il cimitero dei Russi
Dopo la frana accorsero soccorritori non solo da Panchià ma anche dai paesi confinanti tra cui Tesero. Le salme irriconoscibili delle vittime furono sepolte in un’area vicina al cimitero parrocchiale di Panchià appositamente creata, in quello che venne poi chiamato “cimitero dei Russi”. Le spoglie in seguito furono trasferite e a causa di alcuni lavori di ampliamento oggi non ne è rimasta più traccia.

## Commemorazione

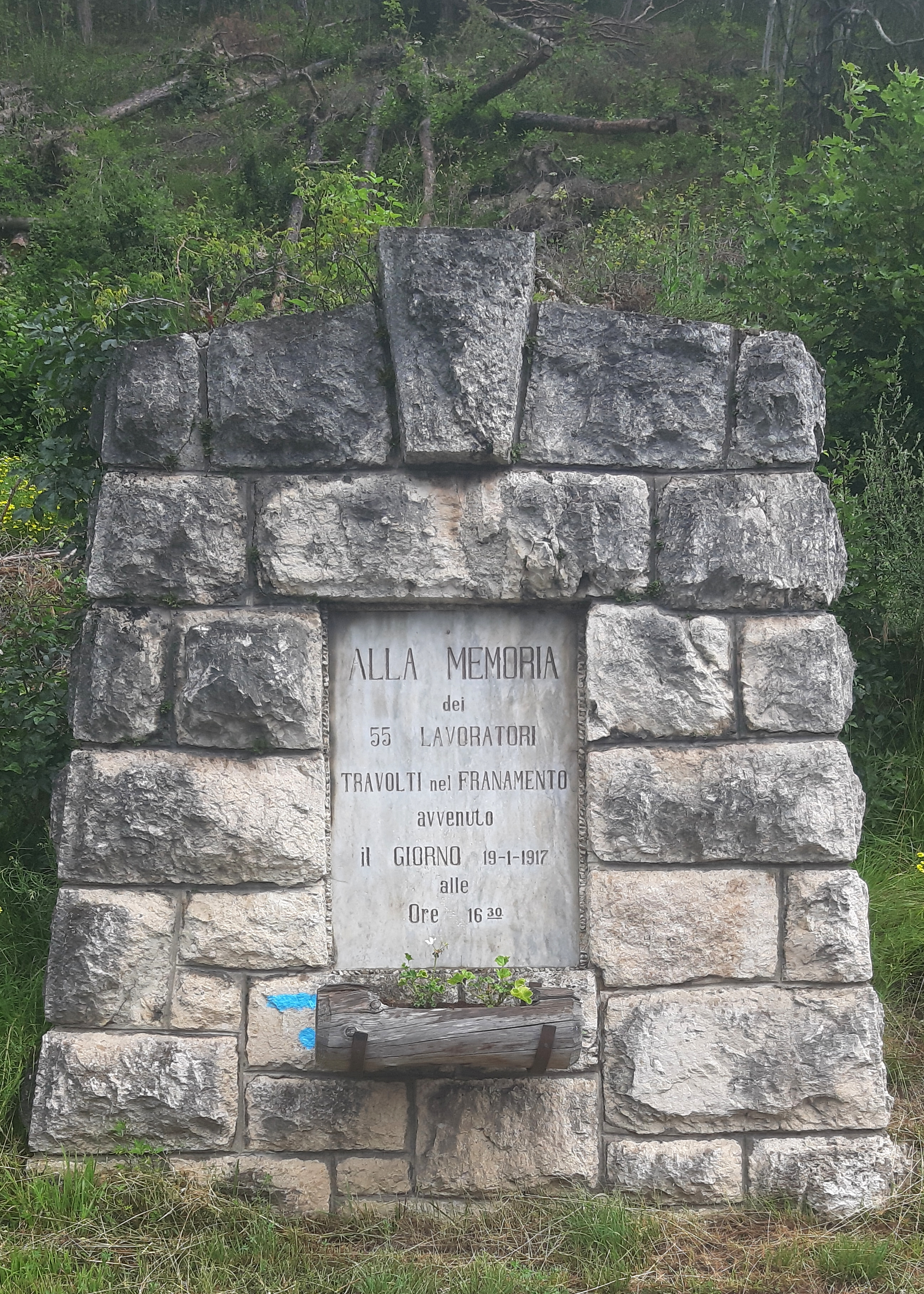
Il monumento alle vittime

A ricordo di quanto accaduto, è stato successivamente eretto un monumento, del fatto rimane ora infatti solamente una lapide lungo la strada statale 48 delle Dolomiti che ricorda la morte dei 55 lavoratori. Nel 2017 è stato annunciato, in seguito ad una lettera ricevuta da alcuni studenti, che verrà realizzata una nuova lapide esplicativa accanto a quella esistente, per chiarire che i caduti non erano semplici lavoratori, ma prigionieri di guerra di diverse nazionalità.
L'episodio viene ricordato anche nel preambolo storico dello Statuto del Comune di Panchià.